# Будинок Криворізького товариства взаємного кредиту
Будинок Криворізького товариства взаємного кредиту — двоповерховий житловий будинок за адресою проспект Поштовий буд. 35, пам'ятка архітектури та містобудування місцевого значення, відомий також як «Будинок Федоренко».
Відповідно до розпорядження голови Дніпропетровської державної адміністрації від 12.04.1996 р. №158-р житловий будинок по проспекту Поштовому, 35 є пам’яткою архітектури місцевого значення міста Кривий Ріг з охоронним номером 138.

## Історія
Зведений у 1908 році, з червоної цегли, про що свідчить напис на фасаді. На початку ХХ століття Поштова вулиця слугувала економічним й культурним центром Кривого Рогу.
У 1913 році на вулиці Поштовій розташовувалось 116 торговельних закладів, складів майстерень. Напередодні Першої світової війни вулицю було замощено бруківкою, створено вуличне освітлення.
Криворізьке товариство взаємного кредиту розташовувалося на другому поверсі. Відомо, що товариство було засноване у 1907 році. Метою товариств взаємного кредиту було забезпечення своїх членів дешевим кредитом, переважно короткостроковим (до 6 місяців) і на підприємницькі потреби. Голова правління — Абраам Ісаакович Юдовіч. Правління: Антон Михайлович Федоренко і Марк Сергійович Фельдман. Голова Ради — доктор Ізраїль Овсійович Рехес .Депутати — Мойсей Маркович Гланц, Давид Абрамович Пекарський, Аарон Давидович Уманський, Семен Петрович Переверзєв, Лев Моісевіч Ножік та Абрам Маркович Пінус.
На першому поверсі будинку знаходилася друкарня І. С. Заранкіна і склад дров, вугілля і антрациту Ш. Г. Меерсона.
Після 1919 року будівлю зайняв повітовий комітет Комуністичної партії України (КПУ). У 1920-х роках у приміщенні будівлі знаходилось окружне відділення Аерохіму.
У 2000-х на першому поверсі містилися: магазин одягу, гральні автомати, ломбард, магазин з продажу чаю, «трактир» та ін.

## Споруда
Пам’ятка – яскравий приклад будівлі в так званому південноукраїнському цегляному стилі з елементами модерну в екстер’єрі головного фасаду. В центрі першого поверху двоповерхового цегляного будинку зроблено наскрізний проїзд у вигляді напівкруглої арки. Фасад 1-го поверху рустуйований прямокутними фігурами у вигляді сплощених пірамід. Вікна підкреслені складно профільованими горизонтальними мандриками із замковим каменем, прямокутними цегляними наличниками. Вінчає будівлю складний карниз з аттиками в центрі і з боків. Фактура фасаду – двоколірна цегла.

## Галерея
|  |
|  |

|                     |
| Після реконструкції |

|  |
|  |